# Indonesia ai Giochi della XXXII Olimpiade
L'Indonesia ha partecipato ai Giochi della XXXII Olimpiade, che si sono svolti a Tokyo, Giappone, dal 23 luglio all'8 agosto 2021 (inizialmente previsti dal 24 luglio al 9 agosto 2020 ma posticipati per la pandemia di COVID-19) con una delegazione di 28 atleti impegnati in 8 discipline.

## Medaglie

### Medaglie per disciplina
| Sport             | Oro | Argento | Bronzo | Totale |
| ----------------- | --- | ------- | ------ | ------ |
| Sollevamento pesi | 0   | 1       | 2      | 3      |
| Badminton         | 1   | 0       | 1      | 2      |
| Totale            | 1   | 1       | 3      | 5      |

### Medaglie d'oro
| Medaglia | Nome                          | Sport     | Evento           |
| -------- | ----------------------------- | --------- | ---------------- |
| Oro      | Greysia Polii Apriyani Rahayu | Badminton | Doppio femminile |

### Medaglie d'argento
| Medaglia | Nome       | Sport             | Evento         |
| -------- | ---------- | ----------------- | -------------- |
| Argento  | Eko Irawan | Sollevamento pesi | 61 kg maschile |

### Medaglie di bronzo
| Medaglia | Nome                     | Sport             | Evento           |
| -------- | ------------------------ | ----------------- | ---------------- |
| Bronzo   | Windy Aisah              | Sollevamento pesi | 49 kg femminile  |
| Bronzo   | Rahmat Abdullah          | Sollevamento pesi | 73 kg maschile   |
| Bronzo   | Anthony Sinisuka Ginting | Badminton         | Singolo maschile |

## Delegazione
| Sport             | Uomini | Donne | Totale |
| ----------------- | ------ | ----- | ------ |
| Atletica leggera  | 1      | 1     | 2      |
| Badminton         | 7      | 4     | 11     |
| Canottaggio       | -      | 2     | 2      |
| Nuoto             | 1      | 1     | 2      |
| Sollevamento pesi | 3      | 2     | 5      |
| Surf              | 1      | -     | 1      |
| Tiro              | -      | 1     | 1      |
| Tiro con l'arco   | 3      | 1     | 4      |
| Totale            | 16     | 12    | 28     |

## Risultati

### Atletica leggera
Eventi su pista e strada
| Atleta              | Evento                | Batteria  | Batteria  | Semifinale      | Semifinale      | Finale          | Finale          |
| Atleta              | Evento                | Risultato | Posizione | Risultato       | Posizione       | Risultato       | Posizione       |
| ------------------- | --------------------- | --------- | --------- | --------------- | --------------- | --------------- | --------------- |
| Lalu Muhammad Zohri | 100 m piani maschili  | 10"26     | 5º        | Non qualificato | Non qualificato | Non qualificato | Non qualificato |
| Alvin Tehupeiory    | 100 m piani femminili | 11"89     | 3ª Q      | 11"92           | 8ª              | Non qualificata | Non qualificata |

### Badminton
Maschile
| Atleta                                         | Evento           | Girone                              | Girone                               | Girone                                     | Girone | Ottavi                     | Quarti                                 | Semifinale                        | Finale / FB                                        | Finale / FB     |
| Atleta                                         | Evento           | Avversario Punteggio                | Avversario Punteggio                 | Avversario Punteggio                       | Pos.   | Avversario Punteggio       | Avversario Punteggio                   | Avversario Punteggio              | Avversario Punteggio                               | Pos.            |
| ---------------------------------------------- | ---------------- | ----------------------------------- | ------------------------------------ | ------------------------------------------ | ------ | -------------------------- | -------------------------------------- | --------------------------------- | -------------------------------------------------- | --------------- |
| Anthony Sinisuka Ginting                       | Singolo maschile | Krausz V (21–13, 21–8)              | Sirant V (21–12, 21–10)              | N.D.                                       | 1º Q   | Tsuneyama V (21–18, 21–14) | Antonsen V (21–18, 15–21, 21–18)       | Chen L P (16–21, 11–21)           | Finale 3º posto Cordón V (21–11, 21–13)            |                 |
| Jonatan Christie                               | Singolo maschile | Mahmoud V (21–8, 21–14)             | Loh K Y V (22–20, 13–21, 21–18)      | N.D.                                       | 1º Q   | Shi Yq P (11–21, 9–21)     | Non qualificato                        | Non qualificato                   | Non qualificato                                    | Non qualificato |
| Marcus Fernaldi Gideon Kevin Sanjaya Sukamuljo | Doppio maschile  | Lane / Vendy V (21–15, 21–11)       | Rankireddy / Shetty V (21–13, 21–12) | Lee Y / Wang C-l P (18–21, 21–15, 17–21)   | 1ª Q   | N.D.                       | Chia / Soh P (14–21, 17–21)            | Non qualificati                   | Non qualificati                                    | Non qualificati |
| Mohammad Ahsan Hendra Setiawan                 | Doppio maschile  | Jason H-S / Yakura V (21–12, 21–11) | Chia / Soh V (21–16, 21–19)          | Choi S-g / Seo S-j V (21–12, 19–21, 21–18) | 1ª Q   | N.D.                       | Kamura / Sonoda V (21–14, 16–21, 21–9) | Lee Y / Wang C-l P (11–21, 10–21) | Finale 3º posto Chia / Soh P (21–17, 17–21, 14–21) | 4ª              |

Femminile
| Atleta                        | Evento            | Girone                              | Girone                         | Girone                                    | Girone | Ottavi                   | Quarti                       | Semifinale                          | Finale                            | Finale          |
| Atleta                        | Evento            | Avversario Punteggio                | Avversario Punteggio           | Avversario Punteggio                      | Pos.   | Avversario Punteggio     | Avversario Punteggio         | Avversario Punteggio                | Avversario Punteggio              | Pos.            |
| ----------------------------- | ----------------- | ----------------------------------- | ------------------------------ | ----------------------------------------- | ------ | ------------------------ | ---------------------------- | ----------------------------------- | --------------------------------- | --------------- |
| Gregoria Mariska Tunjung      | Singolo femminile | Thet Htar V (21–11, 21–8)           | Tan V (21–11, 21–17)           | N.D.                                      | 1ª Q   | Intanon P (12–21, 19–21) | Non qualificata              | Non qualificata                     | Non qualificata                   | Non qualificata |
| Greysia Polii Apriyani Rahayu | Doppio femminile  | Chow M K / Lee M Y V (21–14, 21–17) | Birch / Smith V (21–11, 21–13) | Fukushima / Hirota V (24–22, 13–21, 21–8) | 1ª Q   | N.D.                     | Du Y / Li Yh V (21–6, 21–10) | Lee S-h / Shin S-c V (21–19, 21–17) | Chen Qc / Jia Yf V (21–19, 21–15) |                 |

Misto
| Atleta                                 | Evento       | Girone                                     | Girone                               | Girone                                | Girone | Quarti                               | Semifinale           | Finale               | Finale          |                 |
| Atleta                                 | Evento       | Avversario Punteggio                       | Avversario Punteggio                 | Avversario Punteggio                  | Pos.   | Avversario Punteggio                 | Avversario Punteggio | Avversario Punteggio | Pos.            |                 |
| -------------------------------------- | ------------ | ------------------------------------------ | ------------------------------------ | ------------------------------------- | ------ | ------------------------------------ | -------------------- | -------------------- | --------------- | --------------- |
| Praveen Jordan Melati Daeva Oktavianti | Doppio misto | Leung / Somerville V (20–22, 21–17, 21–13) | Christiansen / Bøje V (24–22, 21–19) | Watanabe / Higashino P (13–21, 10–21) | 2ª Q   | Zheng Sw / Huang Yq P (17–21, 15–21) | Non qualificati      | Non qualificati      | Non qualificati | Non qualificati |

### Canottaggio
| Atleta                           | Evento                               | Batteria | Batteria | Ripescaggio | Ripescaggio | Quarti | Quarti | Semifinale | Semifinale | Finale / Finale C | Finale / Finale C |
| Atleta                           | Evento                               | Tempo    | Pos.     | Tempo       | Pos.        | Tempo  | Pos.   | Tempo      | Pos.       | Tempo             | Pos.              |
| -------------------------------- | ------------------------------------ | -------- | -------- | ----------- | ----------- | ------ | ------ | ---------- | ---------- | ----------------- | ----------------- |
| Mutiara Rahma Putri Melani Putri | Due di coppia pesi leggeri femminile | 7'52"57  | 6ª R     | 7'52"57     | 6ª qC       | N.D.   | N.D.   | Bye        | Bye        | 7'25"06           | 17ª               |

### Nuoto
| Atleta               | Evento                       | Batterie | Batterie  | Semifinali | Semifinali | Finale          | Finale          |
| Atleta               | Evento                       | Tempo    | Posizione | Tempo      | Posizione  | Tempo           | Posizione       |
| -------------------- | ---------------------------- | -------- | --------- | ---------- | ---------- | --------------- | --------------- |
| Aflah Fadlan Prawira | 400 m stile libero maschili  | 3'55"08  | 29º       | N.D.       | N.D.       | Non qualificato | Non qualificato |
| Aflah Fadlan Prawira | 1500 m stile libero maschili | 15'29"94 | 27º       | N.D.       | N.D.       | Non qualificato | Non qualificato |
| Azzahra Permatahani  | 400 m misti femminili        | 4'54"54  | 16ª       | N.D.       | N.D.       | Non qualificata | Non qualificata |

### Sollevamento pesi
| Atleta          | Evento           | Strappo   | Strappo    | Slancio   | Slancio    | Totale | Classifica |
| Atleta          | Evento           | Risultato | Classifica | Risultato | Classifica | Totale | Classifica |
| --------------- | ---------------- | --------- | ---------- | --------- | ---------- | ------ | ---------- |
| Eko Irawan      | 61 kg maschile   | 137       | 2º         | 165       | 2º         | 302    |            |
| Deni            | 67 kg maschile   | 135       | 10º        | 166       | 9º         | 301    | 9º         |
| Rahmat Abdullah | 73 kg maschile   | 152       | 6º         | 190       | 3º         | 342    |            |
| Windy Aisah     | 49 kg femminile  | 84        | 4ª         | 110       | 3ª         | 194    |            |
| Nurul Akmal     | +87 kg femminile | 115       | 5ª         | 141       | 5ª         | 256    | 5ª         |

### Surf
| Atleta    | Evento              | Round 1   | Round 1 | Round 2   | Round 2 | Round 3                | Quarti               | Semifinale           | Finale / FB          | Pos.            |
| Atleta    | Evento              | Punteggio | Pos.    | Punteggio | Pos.    | Avversario Risultato   | Avversario Risultato | Avversario Risultato | Avversario Risultato | Pos.            |
| --------- | ------------------- | --------- | ------- | --------- | ------- | ---------------------- | -------------------- | -------------------- | -------------------- | --------------- |
| Rio Waida | Shortboard maschile | 9,96      | 3º R2   | 11,53     | 2º R3   | Igarashi P 12,00–14,00 | Non qualificato      | Non qualificato      | Non qualificato      | Non qualificato |

### Tiro a segno/volo
| Atleta               | Evento                                 | Qualificazione | Qualificazione | Finale          | Finale          |
| Atleta               | Evento                                 | Punteggio      | Classifica     | Punteggio       | Classifica      |
| -------------------- | -------------------------------------- | -------------- | -------------- | --------------- | --------------- |
| Vidya Rafika Toyyiba | Carabina 10 m aria compressa femminile | 622            | 35ª            | Non qualificata | Non qualificata |
| Vidya Rafika Toyyiba | Carabina 50 m 3 posizioni femminile    | 1137           | 37ª            | Non qualificata | Non qualificata |

### Tiro con l'arco
| Atleta                                                | Evento                | Classificazione | Classificazione | 64-esimi             | 32-esimi             | 16-esimi             | Quarti               | Semifinali           | Finale / FB          | Pos.            |
| Atleta                                                | Evento                | Punteggio       | Pos.            | Avversario Punteggio | Avversario Punteggio | Avversario Punteggio | Avversario Punteggio | Avversario Punteggio | Avversario Punteggio | Pos.            |
| ----------------------------------------------------- | --------------------- | --------------- | --------------- | -------------------- | -------------------- | -------------------- | -------------------- | -------------------- | -------------------- | --------------- |
| Riau Ega Agatha                                       | Individuale maschile  | 666             | 15º             | Barnes V 7–1         | Wukie P 5–6          | Non qualificato      | Non qualificato      | Non qualificato      | Non qualificato      | Non qualificato |
| Alviyanto Prastyadi                                   | Individuale maschile  | 668             | 13º             | Worth P 0–6          | Non qualificato      | Non qualificato      | Non qualificato      | Non qualificato      | Non qualificato      | Non qualificato |
| Arif Dwi Pangestu                                     | Individuale maschile  | 674             | 7º              | Kahllund P 2–6       | Non qualificato      | Non qualificato      | Non qualificato      | Non qualificato      | Non qualificato      | Non qualificato |
| Diananda Choirunisa                                   | Individuale femminile | 631             | 40ª             | Jager P 2–6          | Non qualificata      | Non qualificata      | Non qualificata      | Non qualificata      | Non qualificata      | Non qualificata |
| Riau Ega Agatha Arif Dwi Pangestu Alviyanto Prastyadi | Squadra maschile      | 1979            | 7ª              | N.D.                 | N.D.                 | Bye                  | Gran Bretagna P 0–6  | Non qualificata      | Non qualificata      | Non qualificata |
| Riau Ega Agatha Diananda Choirunisa                   | Squadra mista         | 1297            | 15ª             | N.D.                 | N.D.                 | Stati Uniti V 5–4    | Turchia P 2–6        | Non qualificata      | Non qualificata      | Non qualificata |